# Епањак
Епањак (фр. Espagnac) насеље је и општина у централној Француској у региону Лимузен, у департману Корез која припада префектури Тил.
По подацима из 2011. године у општини је живело 341 становника, а густина насељености је износила 14,43 становника/km². Општина се простире на површини од 23,63 km². Налази се на средњој надморској висини од 500 метара (максималној 564 m, а минималној 302 m).

## Демографија
| 1962. | 1968. | 1975. | 1982. | 1990. | 1999. | 2011. |
| ----- | ----- | ----- | ----- | ----- | ----- | ----- |
| 298   | 367   | 330   | 343   | 338   | 339   | 341   |

График промене броја становника у току последњих година